# Commissari del re e della regina nell'Overijssel
Il Commissario del re/della regina nell'Overijssel (in olandese: Commissaris van de Koning/Koningin in Overisjell) è il capo del governo e degli Stati provinciali della provincia olandese dell'Overijssel.
Il precedente titolo di governatore fu sostituito dall'attuale commissario del re nel 1850. Tra il 1892 e il 1945, i commissari dell'Overijssel risiedevano nel Gouverneurshuis presso il Ter Pelkwijkpark di Zwolle.

## Elenco
| Mandato        | Nome                                                         | Nascita-Morte | Affiliazione politica                                    | Note             |
| -------------- | ------------------------------------------------------------ | ------------- | -------------------------------------------------------- | ---------------- |
| 1814-1830      | Berend Hendrik barone Bentinck di Buckhorst                  | 1753-1830     | Orangista                                                |                  |
| 1830           | Jan ter Pelkwijk                                             | 1769-1834     |                                                          | facente funzioni |
| 1831-1840      | Jacob Hendrik conte van Rechteren di Appeltern               | 1787-1845     | Opposizione finanziaria                                  |                  |
| 1840-1847      | Johan Derck conte van Rechteren di Ahnem                     | 1799-1886     |                                                          |                  |
| 1847-1850      | George Isaäc Bruce                                           | 1803-1850     | Opposizione finanziaria                                  |                  |
| 1850-1864      | Jhr. Cornelis Backer                                         | 1798-1864     | Conservatore                                             |                  |
| 1864-1868      | Eugène Jean Alexander conte van Bylandt                      | 1807-1876     | Liberale                                                 |                  |
| 1869-1878      | Petrus Cornelis barone Nahuys                                | 1803-1882     | Liberale                                                 |                  |
| 1878-1893      | Johan Herman Geertsema Carelszoon                            | 1816-1908     | Liberale                                                 |                  |
| 1893           | Jhr. Johan Æmilius Abraham van Panhuys                       | 1836-1907     |                                                          |                  |
| 1893-1909      | Pieter Lycklama à Nijeholt                                   | 1842-1913     |                                                          |                  |
| 1909-1925      | Adolph Frederik Lodewijk conte van Rechteren Limpurg Almelo  | 1865-1935     | Indipendente                                             |                  |
| 1925-1941      | Alexander Eppo barone van Voorst tot Voorst                  | 1880-1965     | Partito di Stato Cattolico Romano                        |                  |
| 1941-1942      | Jhr. Egon Lodewijk Maria Theresia Jozef von Bönninghausen    | 1899-1943     | Movimento Nazional-Socialista                            |                  |
| 1942-1943      | Josephus Everhardus Vogt                                     | 1882-1954     | Partito Socialdemocratico dei Lavoratori                 | facente funzioni |
| 1943-1945      | Wilhelmus de Rijke                                           | 1896-1971     | Movimento Nazional-Socialista                            |                  |
| 1945-1946      | Alexander Eppo, barone van Voorst tot Voorst                 | 1880-1965     | Partito di Stato Cattolico Romano                        |                  |
| 1946-1964      | Johannes Baptista Gerardus Maria, cavaliere van der Schueren | 1899-1990     | Partito Popolare Cattolico                               |                  |
| 1964-1972      | Jhr. Otto Frans Antoine Hubert van Nispen tot Pannerden      | 1907-1992     | Partito Popolare Cattolico                               |                  |
| 1972-1988      | Jan Niers                                                    | 1925-2005     | Partito Popolare Cattolico Appello Cristiano Democratico |                  |
| 1988-2002      | Jan Hendrikx                                                 | 1941-         | Appello Cristiano Democratico                            |                  |
| 2002-2010      | Geert Jansen                                                 | 1946-         | Appello Cristiano Democratico                            |                  |
| 2011-2017      | Ank Bijleveld                                                | 1962-         | Appello Cristiano Democratico                            |                  |
| 2017-2018      | Boele Staal                                                  | 1947-         | Democratici 66                                           | facente funzioni |
| 2018-in carica | Andries Heidema                                              | 1962-         | Unione Cristiana                                         | [ 2 ]            |